# Вершина (Иркутская область)
Вершина — посёлок в Нижнеудинском районе Иркутской области

## География
Посёлок находится в 48 км от Атагая.

## История
До середины 1990-х через посёлок проходила автодорога М-53 «Байкал». В советское время работал хлебозавод. До середины 2000-х работали маслозавод и леспромхоз (нижний склад). К леспромхозу была проложена железнодорожная ветка от Шебертинской станции, разобранная в 2009 году.

## Население
По данным Всероссийской переписи населения 2010 года население НП составило 553 человек.

## Власть
Посёлок в административном плане относится к Шебертинскому муниципальному образованию Нижнеудинского района Иркутской области.